# Подорож у таємницю
По́дорож у таємни́цю (англ. Journey into Mystery) — американська серія коміксів, публікацією якої займалося видавництво Atlas Comics, а пізніше — Marvel Comics. У рамках серії виходили сюжети в жанрі горгорор згодом — наукова фантастика. З початком Срібного століття коміксів серія стала дебютною для кількох відомих персонажів всесвіту Marvel, таких як Тор, який з'явився у випуску # 83 і створений Стеном Лі на основі бога грому з германо-скандинавської мітології.

## Історія публікацій

### Том 1
Спочатку в 1950-х роках, серія Подорож у таємницю була антологію оповідань у жанрі горор і фентезі й публікувалася компанією Atlas Comics — попередницею Marvel Comics. У випуску № 83 в серпні 1962 року в серії з'явився супергерой Тор, основою для якого став мітологічний бог грому з тим же ім'ям. На той час жанрова складова серії змінилася з горорів на наукову фантастику, і практично здебільшого розповідала про пригоди Тора та інших персонажів, які були введені. У жовтні 1963 року став випускатися спін-офф серії — Розповіді Асґарду, який тривав лише десять випусків до червня 1964 року народження, коли обсяг одного випуску серії збільшився з 13 до 18 сторінок. У той самий час був змінений логотип серії і її назва помінялася на Подорож у таємницю з могутнім Тором. Кінцевий, 125-й випуск томи вийшов в лютому 1966 року народження, після чого серія знову змінила назву, залишивши тільки Могутній Тор зі своїм логотипом і торговою маркою, а декількома випусками пізніше — просто Тор, що пов'язано з питанням авторських прав. У 1965 році був випущений щорічник.

### Том 2
Другий том Подорожі в таємницю містить у собі 19 випусків і публікувався з жовтня 1972 по жовтень 1975 року. Серія стала однією з чотирьох запущених серій під керівництвом тодішнього редактора Marvel Comics Роя Томаса, який планував публікувати сюжети в жанрі наукової фантастики й сюжетно пов'язувати їх з іншими серіями схожого жанру, як, наприклад Chamber of Darkness і Tower of Shadows. З випуску # 4 видавництво почало випускати ще кілька серій: Chamber of Chills (листопад 1972), Supernatural Thrillers (грудень 1972) і Worlds Unknown (травень 1973). З випуску # 6 серія початку перегукуватися з іншими об'ємними серіями Marvel, такими як Amazing Adult Fantasy, Strange Tales, Strange Worlds і Tales to Astonish, які стали дебютними для інших відомих персонажів, таких як Людина-павук і Залізна людина.

### Том 3
Як наслідок кросовера «Heroes Reborn» в 1997 році, Тор перестав з'являтися у власній серії коміксів і знову став персонажем Подорожі в таємницю, нумерація якої почалася з випуску # 503. Серія тривала аж до сюжетної лінії «Lost Gods», а потім закінчилася випуском Journey into Mystery # 521 в 1998 році.

### Том 4
Нумерація четвертого тому почалася з # 622 в червні 2011 року і знову стала розповідати про пригоди персонажів планетоїда Асґарда. Авторами серії стали Письменник Кірон Ґіллен і художник Даг Брейнвайт. На цей раз головним героєм став Локі, який перевтілився в дитини. Серія частково переплітається з кросовером «Fear Itself», а в випусках # 627 і 628 з'явиться демон Мефісто в якості одного з центральних персонажів.